# Koltzschen

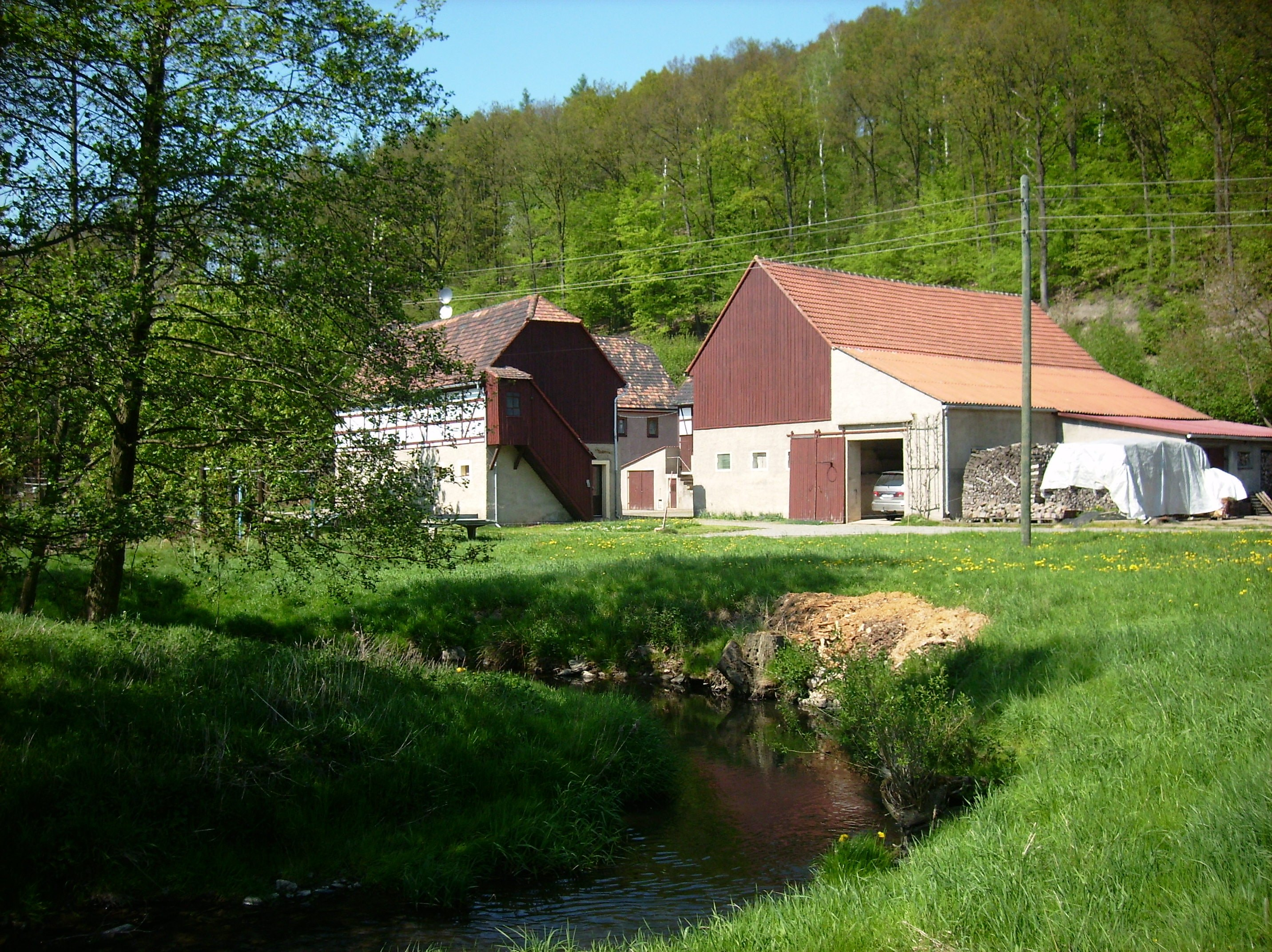
Reichenmühle

Koltzschen ist seit 2011 ein Ortsteil der Stadt Colditz im Landkreis Leipzig in Sachsen,  zuvor war der Ort ein Ortsteil von Zschadraß.

## Lage und Erreichbarkeit
Koltzschen liegt ca. 6 km südöstlich der Stadt Colditz und ist über die B 176 und die Bergstraße mit ihr verbunden.

## Geschichte
Als Siedlung wurde Koltzschen erstmals 1286 unter dem Namen Kuldahin in Urkunden erwähnt.